# Bonatea volkensiana
Bonatea volkensiana är en orkidéart som först beskrevs av Friedrich Fritz Wilhelm Ludwig Kraenzlin, och fick sitt nu gällande namn av Robert Allen Rolfe. Bonatea volkensiana ingår i släktet Bonatea och familjen orkidéer. Inga underarter finns listade i Catalogue of Life.